# Lijst van buisspinnen
De lijst van Anyphaenidae bevat alle wetenschappelijk beschreven soorten uit de familie van buisspinnen.

## Acanthoceto
Acanthoceto Mello-Leitão, 1944
- Acanthoceto acupictus (Nicolet, 1849)
- Acanthoceto cinereus (Tullgren, 1901)
- Acanthoceto ladormida Ramírez, 1997
- Acanthoceto marinus Ramírez, 1997
- Acanthoceto pichi Ramírez, 1997
- Acanthoceto riogrande Ramírez, 1997
- Acanthoceto septentrionalis (Berland, 1913)

## Aljassa
Aljassa Brescovit, 1997
- Aljassa annulipes (Caporiacco, 1955)
- Aljassa notata (Keyserling, 1881)
- Aljassa poicila (Chamberlin, 1916)
- Aljassa subpallida (L. Koch, 1866)
- Aljassa venezuelica (Caporiacco, 1955)

## Amaurobioides
Amaurobioides O. P.-Cambridge, 1883
- Amaurobioides africana Hewitt, 1917
- Amaurobioides chilensis (Nicolet, 1849)
- Amaurobioides isolata Hirst, 1993
- Amaurobioides litoralis Hickman, 1949
- Amaurobioides major Forster, 1970
- Amaurobioides maritima O. P.-Cambridge, 1883
- Amaurobioides minor Forster, 1970
- Amaurobioides pallida Forster, 1970
- Amaurobioides picuna Forster, 1970
- Amaurobioides piscator Hogg, 1909
- Amaurobioides pleta Forster, 1970
- Amaurobioides pohara Forster, 1970

## Anyphaena
Anyphaena Sundevall, 1833
- Anyphaena accentuata (Walckenaer, 1802)
  - Anyphaena accentuata obscura (Sundevall, 1831)
- Anyphaena alachua Platnick, 1974
- Anyphaena alamos Platnick & Lau, 1975
- Anyphaena alboirrorata Simon, 1878
- Anyphaena andina Chamberlin, 1916
- Anyphaena aperta (Banks, 1921)
- Anyphaena arbida Platnick, 1974
- Anyphaena autumna Platnick, 1974
- Anyphaena ayshides Yaginuma, 1958
- Anyphaena banksi Strand, 1906
- Anyphaena bermudensis Sierwald, 1988
- Anyphaena bispinosa Bryant, 1940
- Anyphaena bivalva Zhang & Song, 2004
- Anyphaena bromelicola Platnick, 1977
- Anyphaena bryantae Roewer, 1951
- Anyphaena californica (Banks, 1904)
- Anyphaena catalina Platnick, 1974
- Anyphaena celer (Hentz, 1847)
- Anyphaena cielo Platnick & Lau, 1975
- Anyphaena cochise Platnick, 1974
- Anyphaena cortes Platnick & Lau, 1975
- Anyphaena crebrispina Chamberlin, 1919
- Anyphaena cumbre Platnick & Lau, 1975
- Anyphaena darlingtoni Bryant, 1940
- Anyphaena decora Bryant, 1942
- Anyphaena diversa Bryant, 1936
- Anyphaena dixiana (Chamberlin & Woodbury, 1929)
- Anyphaena dominicana Roewer, 1951
- Anyphaena encino Platnick & Lau, 1975
- Anyphaena felipe Platnick & Lau, 1975
- Anyphaena fraterna (Banks, 1896)
- Anyphaena furcatella Banks, 1914
- Anyphaena furva Miller, 1967
- Anyphaena gertschi Platnick, 1974
- Anyphaena gibba O. P.-Cambridge, 1896
- Anyphaena gibboides Platnick, 1974
- Anyphaena gibbosa O. P.-Cambridge, 1896
- Anyphaena hespar Platnick, 1974
- Anyphaena inferens Chamberlin, 1925
- Anyphaena judicata O. P.-Cambridge, 1896
- Anyphaena kurilensis Peelle & Saito, 1932
- Anyphaena lacka Platnick, 1974
- Anyphaena leechi Platnick, 1977
- Anyphaena maculata (Banks, 1896)
- Anyphaena marginalis (Banks, 1901)
- Anyphaena modesta Bryant, 1948
- Anyphaena mogan Song & Chen, 1987
- Anyphaena mollicoma Keyserling, 1879
- Anyphaena morelia Platnick & Lau, 1975
- Anyphaena nexuosa Chickering, 1940
- Anyphaena numida Simon, 1897
- Anyphaena obregon Platnick & Lau, 1975
- Anyphaena otinapa Platnick & Lau, 1975
- Anyphaena pacifica (Banks, 1896)
- Anyphaena pectorosa L. Koch, 1866
- Anyphaena plana F. O. P.-Cambridge, 1900
- Anyphaena pontica Weiss, 1988
- Anyphaena pretiosa Banks, 1914
- Anyphaena proba O. P.-Cambridge, 1896
- Anyphaena pugil Karsch, 1879
- Anyphaena pusilla Bryant, 1948
- Anyphaena quadricornuta Kraus, 1955
- Anyphaena rita Platnick, 1974
- Anyphaena sabina L. Koch, 1866
- Anyphaena salto Platnick & Lau, 1975
- Anyphaena scopulata F. O. P.-Cambridge, 1900
- Anyphaena simoni Becker, 1878
- Anyphaena simplex O. P.-Cambridge, 1894
- Anyphaena soricina Simon, 1889
- Anyphaena subgibba O. P.-Cambridge, 1896
- Anyphaena syriaca Kulczyński, 1911
- Anyphaena tancitaro Platnick & Lau, 1975
- Anyphaena tehuacan Platnick & Lau, 1975
- Anyphaena trifida F. O. P.-Cambridge, 1900
- Anyphaena tuberosa F. O. P.-Cambridge, 1900
- Anyphaena wanlessi Platnick & Lau, 1975
- Anyphaena wuyi Zhang, Zhu & Song, 2005
- Anyphaena xiushanensis Song & Zhu, 1991
- Anyphaena xochimilco Platnick & Lau, 1975

## Anyphaenoides
Anyphaenoides Berland, 1913
- Anyphaenoides brescoviti Baert, 1995
- Anyphaenoides clavipes (Mello-Leitão, 1922)
- Anyphaenoides cocos Baert, 1995
- Anyphaenoides coddingtoni Brescovit, 1998
- Anyphaenoides irusa Brescovit, 1992
- Anyphaenoides katiae Baert, 1995
- Anyphaenoides locksae Brescovit & Ramos, 2003
- Anyphaenoides octodentata (Schmidt, 1971)
- Anyphaenoides pacifica (Banks, 1902)
- Anyphaenoides placens (O. P.-Cambridge, 1896)
- Anyphaenoides pluridentata Berland, 1913
- Anyphaenoides samiria Brescovit, 1998
- Anyphaenoides sialha Brescovit, 1992
- Anyphaenoides volcan Brescovit, 1998
- Anyphaenoides xiboreninho Brescovit, 1998

## Arachosia
Arachosia O. P.-Cambridge, 1882
- Arachosia albiventris Mello-Leitão, 1922
- Arachosia anyphaenoides O. P.-Cambridge, 1882
- Arachosia arachosia Mello-Leitão, 1922
- Arachosia bergi (Simon, 1880)
- Arachosia bifasciata (Mello-Leitão, 1922)
- Arachosia bonneti (Mello-Leitão, 1947)
- Arachosia cubana (Banks, 1909)
- Arachosia dubia (Berland, 1913)
- Arachosia duplovittata (Mello-Leitão, 1942)
- Arachosia freiburgensis Keyserling, 1891
- Arachosia honesta Keyserling, 1891
- Arachosia mezenioides Mello-Leitão, 1922
- Arachosia minensis (Mello-Leitão, 1926)
- Arachosia oblonga (Keyserling, 1878)
- Arachosia polytrichia (Mello-Leitão, 1922)
- Arachosia praesignis (Keyserling, 1891)
- Arachosia proseni (Mello-Leitão, 1944)
- Arachosia puta O. P.-Cambridge, 1892
- Arachosia striata (Keyserling, 1891)
- Arachosia sulfurea Mello-Leitão, 1922

## Araiya
Araiya Ramírez, 2003
- Araiya coccinea (Simon, 1884)
- Araiya pallida (Tullgren, 1902)

## Australaena
Australaena Berland, 1942
- Australaena hystricina Berland, 1942
- Australaena zimmermani Berland, 1942

## Axyracrus
Axyracrus Simon, 1884
- Axyracrus elegans Simon, 1884

## Aysenia
Aysenia Tullgren, 1902
- Aysenia araucana Ramírez, 2003
- Aysenia barrigai Izquierdo & Ramírez, 2008
- Aysenia cylindrica Ramírez, 2003
- Aysenia elongata Tullgren, 1902
- Aysenia segestrioides Ramírez, 2003

## Aysenoides
Aysenoides Ramírez, 2003
- Aysenoides colecole Ramírez, 2003
- Aysenoides nahuel Izquierdo & Ramírez, 2008
- Aysenoides parvus Ramírez, 2003
- Aysenoides terricola Ramírez, 2003

## Aysha
Aysha Keyserling, 1891
- Aysha affinis (Blackwall, 1862)
- Aysha albovittata Mello-Leitão, 1944
- Aysha basilisca (Mello-Leitão, 1922)
- Aysha bonaldoi Brescovit, 1992
- Aysha boraceia Brescovit, 1992
- Aysha borgmeyeri (Mello-Leitão, 1926)
- Aysha brevimana (C. L. Koch, 1839)
- Aysha chicama Brescovit, 1992
- Aysha clarovittata (Keyserling, 1891)
- Aysha curumim Brescovit, 1992
- Aysha diversicolor (Keyserling, 1891)
- Aysha ericae Brescovit, 1992
- Aysha fortis (Keyserling, 1891)
- Aysha garruchos Brescovit, 1992
- Aysha guaiba Brescovit, 1992
- Aysha guarapuava Brescovit, 1992
- Aysha helvola (Keyserling, 1891)
- Aysha heraldica (Mello-Leitão, 1929)
- Aysha insulana Chickering, 1937
- Aysha janaita Brescovit, 1992
- Aysha lagenifera (Mello-Leitão, 1944)
- Aysha lisei Brescovit, 1992
- Aysha marinonii Brescovit, 1992
- Aysha montenegro Brescovit, 1992
- Aysha piassaguera Brescovit, 1992
- Aysha pirassununga Brescovit, 1992
- Aysha proseni Mello-Leitão, 1944
- Aysha prospera Keyserling, 1891
- Aysha robusta (Keyserling, 1891)
- Aysha rubromaculata (Keyserling, 1891)
- Aysha striolata (Keyserling, 1891)
- Aysha subruba (Keyserling, 1891)
- Aysha taeniata (Keyserling, 1891)
- Aysha taim Brescovit, 1992
- Aysha tapejara Brescovit, 1992
- Aysha tertulia Brescovit, 1992
- Aysha triunfo Brescovit, 1992
- Aysha vacaria Brescovit, 1992
- Aysha yacupoi Brescovit, 1992
- Aysha zenzesi (Mello-Leitão, 1945)

## Bromelina
Bromelina Brescovit, 1993
- Bromelina kochalkai Brescovit, 1993
- Bromelina oliola Brescovit, 1993
- Bromelina zuniala Brescovit, 1993

## Buckupiella
Buckupiella Brescovit, 1997
- Buckupiella imperatriz Brescovit, 1997

## Coptoprepes
Coptoprepes Simon, 1884
- Coptoprepes bellavista Werenkraut & Ramírez, 2009
- Coptoprepes campanensis Ramírez, 2003
- Coptoprepes casablanca Werenkraut & Ramírez, 2009
- Coptoprepes contulmo Werenkraut & Ramírez, 2009
- Coptoprepes ecotono Werenkraut & Ramírez, 2009
- Coptoprepes eden Werenkraut & Ramírez, 2009
- Coptoprepes flavopilosus Simon, 1884
- Coptoprepes nahuelbuta Ramírez, 2003
- Coptoprepes recinto Werenkraut & Ramírez, 2009
- Coptoprepes valdiviensis Ramírez, 2003
- Coptoprepes variegatus Mello-Leitão, 1940

## Ferrieria
Ferrieria Tullgren, 1901
- Ferrieria echinata Tullgren, 1901

## Gamakia
Gamakia Ramírez, 2003
- Gamakia hirsuta Ramírez, 2003

## Gayenna
Gayenna Nicolet, 1849
- Gayenna americana Nicolet, 1849
- Gayenna brasiliensis Roewer, 1951
- Gayenna chrysophila Mello-Leitão, 1926
- Gayenna furcata (Keyserling, 1879)
- Gayenna ignava Banks, 1898
- Gayenna moreirae (Mello-Leitão, 1915)
- Gayenna orizaba Banks, 1898
- Gayenna sigillum Mello-Leitão, 1941
- Gayenna trivittata (Bertkau, 1880)
- Gayenna vittata (Keyserling, 1881)

## Gayennoides
Gayennoides Ramírez, 2003
- Gayennoides losvilos Ramírez, 2003
- Gayennoides molles Ramírez, 2003

## Hatitia
Hatitia Brescovit, 1997
- Hatitia canchaque Brescovit, 1997
- Hatitia defonlonguei (Berland, 1913)
- Hatitia perrieri (Berland, 1913)
- Hatitia riveti (Berland, 1913)
- Hatitia sericea (L. Koch, 1866)
- Hatitia yhuaia Brescovit, 1997

## Hibana
Hibana Brescovit, 1991
- Hibana arunda (Platnick, 1974)
- Hibana bicolor (Banks, 1909)
- Hibana cambridgei (Bryant, 1931)
- Hibana discolor (Mello-Leitão, 1929)
- Hibana flavescens (Schmidt, 1971)
- Hibana fusca (Franganillo, 1926)
- Hibana futilis (Banks, 1898)
- Hibana gracilis (Hentz, 1847)
- Hibana incursa (Chamberlin, 1919)
- Hibana longipalpa (Bryant, 1931)
- Hibana melloleitaoi (Caporiacco, 1947)
- Hibana similaris (Banks, 1929)
- Hibana taboga Brescovit, 1991
- Hibana talmina Brescovit, 1993
- Hibana tenuis (L. Koch, 1866)
- Hibana turquinensis (Bryant, 1940)
- Hibana velox (Becker, 1879)

## Iguarima
Iguarima Brescovit, 1997
- Iguarima censoria (Keyserling, 1891)
- Iguarima pichincha Brescovit, 1997

## Ilocomba
Ilocomba Brescovit, 1997
- Ilocomba marta Brescovit, 1997
- Ilocomba perija Brescovit, 1997

## Isigonia
Isigonia Simon, 1897
- Isigonia camacan Brescovit, 1991
- Isigonia limbata Simon, 1897
- Isigonia reducta (Chickering, 1940)

## Italaman
Italaman Brescovit, 1997
- Italaman santamaria Brescovit, 1997

## Jessica
Jessica Brescovit, 1997
- Jessica campesina (Bauab, 1979)
- Jessica eden Brescovit, 1999
- Jessica erythrostoma (Mello-Leitão, 1939)
- Jessica fidelis (Mello-Leitão, 1922)
- Jessica glabra (Keyserling, 1891)
- Jessica itatiaia Brescovit, 1999
- Jessica osoriana (Mello-Leitão, 1922)
- Jessica pachecoi Brescovit, 1999
- Jessica puava Brescovit, 1999
- Jessica rafaeli Brescovit, 1999
- Jessica renneri Brescovit, 1999
- Jessica sergipana Brescovit, 1999

## Josa
Josa Keyserling, 1891
- Josa analis (Simon, 1897)
- Josa andesiana (Berland, 1913)
- Josa bryantae (Caporiacco, 1955)
- Josa calilegua Ramírez, 2003
- Josa chazaliae (Simon, 1897)
- Josa gounellei (Simon, 1897)
- Josa keyserlingi (L. Koch, 1866)
- Josa laeta (O. P.-Cambridge, 1896)
- Josa lojensis (Berland, 1913)
- Josa lutea (Keyserling, 1878)
- Josa maura (Simon, 1897)
- Josa nigrifrons (Simon, 1897)
- Josa personata (Simon, 1897)
- Josa riveti (Berland, 1913)
- Josa simoni (Berland, 1913)

## Katissa
Katissa Brescovit, 1997
- Katissa delicatula (Banks, 1909)
- Katissa elegans (Banks, 1909)
- Katissa lycosoides (Chickering, 1937)
- Katissa simplicipalpis (Simon, 1897)
- Katissa zimarae (Reimoser, 1939)

## Lepajan
Lepajan Brescovit, 1993
- Lepajan edwardsi Brescovit, 1997
- Lepajan montanus (Chickering, 1940)

## Lupettiana
Lupettiana Brescovit, 1997
- Lupettiana bimini Brescovit, 1999
- Lupettiana eberhardi Brescovit, 1999
- Lupettiana levii Brescovit, 1999
- Lupettiana linguanea Brescovit, 1997
- Lupettiana manauara Brescovit, 1999
- Lupettiana mordax (O. P.-Cambridge, 1896)
- Lupettiana parvula (Banks, 1903)
- Lupettiana piedra Brescovit, 1999
- Lupettiana spinosa (Bryant, 1948)

## Macrophyes
Macrophyes O. P.-Cambridge, 1893
- Macrophyes attenuata O. P.-Cambridge, 1893
- Macrophyes elongata Chickering, 1937
- Macrophyes jundiai Brescovit, 1993
- Macrophyes manati Brescovit, 1993
- Macrophyes silvae Brescovit, 1992

## Malenella
Malenella Ramírez, 1995
- Malenella nana Ramírez, 1995

## Mesilla
Mesilla Simon, 1903
- Mesilla anyphaenoides Caporiacco, 1954
- Mesilla vittiventris Simon, 1903

## Monapia
Monapia Simon, 1897
- Monapia alupuran Ramírez, 1995
- Monapia angusta (Mello-Leitão, 1944)
- Monapia carolina Ramírez, 1999
- Monapia charrua Ramírez, 1999
- Monapia dilaticollis (Nicolet, 1849)
- Monapia fierro Ramírez, 1999
- Monapia guenoana Ramírez, 1999
- Monapia huaria Ramírez, 1995
- Monapia lutea (Nicolet, 1849)
- Monapia pichinahuel Ramírez, 1995
- Monapia silvatica Ramírez, 1995
- Monapia tandil Ramírez, 1999
- Monapia vittata (Simon, 1884)

## Negayan
Negayan Ramírez, 2003
- Negayan ancha Lopardo, 2005
- Negayan argentina Lopardo, 2005
- Negayan cerronegro Lopardo, 2005
- Negayan coccinea (Mello-Leitão, 1943)
- Negayan enrollada Lopardo, 2005
- Negayan excepta (Tullgren, 1901)
- Negayan paduana (Karsch, 1880)
- Negayan puno Lopardo, 2005
- Negayan tarapaca Lopardo, 2005
- Negayan tata Lopardo, 2005
- Negayan tridentata (Simon, 1886)
- Negayan tucuman Lopardo, 2005

## Osoriella
Osoriella Mello-Leitão, 1922
- Osoriella domingos Brescovit, 1998
- Osoriella pallidoemanu Mello-Leitão, 1926
- Osoriella rubella (Keyserling, 1891)
- Osoriella tahela Brescovit, 1998

## Otoniela
Otoniela Brescovit, 1997
- Otoniela adisi Brescovit, 1997
- Otoniela quadrivittata (Simon, 1897)

## Oxysoma
Oxysoma Nicolet, 1849
- Oxysoma itambezinho Ramírez, 2003
- Oxysoma longiventre (Nicolet, 1849)
- Oxysoma punctatum Nicolet, 1849
- Oxysoma saccatum (Tullgren, 1902)

## Patrera
Patrera Simon, 1903
- Patrera apora (Chamberlin, 1916)
- Patrera armata (Chickering, 1940)
- Patrera auricoma (L. Koch, 1866)
- Patrera cita (Keyserling, 1891)
- Patrera fulvastra Simon, 1903
- Patrera lauta (Chickering, 1940)
- Patrera longipes (Keyserling, 1891)
- Patrera procera (Keyserling, 1891)
- Patrera puta (O. P.-Cambridge, 1896)
- Patrera ruber (F. O. P.-Cambridge, 1900)
- Patrera stylifer (F. O. P.-Cambridge, 1900)
- Patrera virgata (Keyserling, 1891)

## Phidyle
Phidyle Simon, 1880
- Phidyle punctipes (Nicolet, 1849)

## Philisca
Philisca Simon, 1884
- Philisca accentifera Simon, 1904
- Philisca amoena (Simon, 1884)
- Philisca chilensis (Mello-Leitão, 1951)
- Philisca doilu (Ramírez, 1993)
- Philisca gayi (Nicolet, 1849)
- Philisca hahni Simon, 1884
- Philisca huapi Ramírez, 2003
- Philisca hyadesi (Simon, 1884)
- Philisca ingens Berland, 1924
- Philisca obscura Simon, 1886
- Philisca ornata Berland, 1924
- Philisca puconensis Ramírez, 2003
- Philisca tripunctata (Nicolet, 1849)

## Pippuhana
Pippuhana Brescovit, 1997
- Pippuhana calcar (Bryant, 1931)
- Pippuhana donaldi (Chickering, 1940)
- Pippuhana gandu Brescovit, 1997
- Pippuhana unicolor (Keyserling, 1891)

## Sanogasta
Sanogasta Mello-Leitão, 1941
- Sanogasta alticola (Simon, 1896)
- Sanogasta approximata (Tullgren, 1901)
- Sanogasta backhauseni (Simon, 1895)
  - Sanogasta backhauseni patagonicus (Simon, 1905)
- Sanogasta bonariensis (Mello-Leitão, 1940)
- Sanogasta maculatipes (Keyserling, 1878)
- Sanogasta maculosa (Nicolet, 1849)
- Sanogasta mandibularis Ramírez, 2003
- Sanogasta minuta (Keyserling, 1891)
- Sanogasta paucilineata (Mello-Leitão, 1945)
- Sanogasta pehuenche Ramírez, 2003
- Sanogasta puma Ramírez, 2003
- Sanogasta rufithorax (Tullgren, 1902)
- Sanogasta tenuis Ramírez, 2003
- Sanogasta x-signata (Keyserling, 1891)

## Selknamia
Selknamia Ramírez, 2003
- Selknamia minima Ramírez, 2003

## Sillus
Sillus F. O. P.-Cambridge, 1900
- Sillus attiguus (O. P.-Cambridge, 1896)
- Sillus curvispinus F. O. P.-Cambridge, 1900
- Sillus delicatus Mello-Leitão, 1922
- Sillus dubius (Chickering, 1937)
- Sillus furciger Caporiacco, 1954
- Sillus imbecillus (Keyserling, 1891)
- Sillus longispinus F. O. P.-Cambridge, 1900
- Sillus lunula F. O. P.-Cambridge, 1900
- Sillus pellucidus (Keyserling, 1891)
- Sillus ravus Chickering, 1940
- Sillus spinifrons Mello-Leitão, 1926

## Tafana
Tafana Simon, 1903
- Tafana quelchi (Pocock, 1895)
- Tafana riveti Simon, 1903
- Tafana silhavyi (Caporiacco, 1955)
- Tafana straminea (L. Koch, 1866)

## Tasata
Tasata Simon, 1903
- Tasata centralis Ramírez, 2003
- Tasata chiloensis Ramírez, 2003
- Tasata frenata (Mello-Leitão, 1947)
- Tasata fuscotaeniata (Keyserling, 1891)
- Tasata nova (Mello-Leitão, 1922)
- Tasata parcepunctata Simon, 1903
- Tasata punctata (Keyserling, 1891)
- Tasata quinquenotata (Simon, 1897)
- Tasata reticulata (Mello-Leitão, 1943)
- Tasata taim Ramírez, 2003
- Tasata taperae (Mello-Leitão, 1929)
- Tasata tigris Mello-Leitão, 1941
- Tasata tripunctata (Mello-Leitão, 1941)
- Tasata tullgreni Roewer, 1951
- Tasata unipunctata (Simon, 1897)
- Tasata variolosa Mello-Leitão, 1943

## Temnida
Temnida Simon, 1896
- Temnida rosario Brescovit, 1997
- Temnida simplex Simon, 1897

## Teudis
Teudis O. P.-Cambridge, 1896
- Teudis angusticeps (Keyserling, 1891)
- Teudis atrofasciatus Mello-Leitão, 1922
- Teudis bicornutus (Tullgren, 1905)
- Teudis buelowae (Mello-Leitão, 1946)
- Teudis cambridgei Chickering, 1940
- Teudis caxambuensis Mello-Leitão, 1926
- Teudis comstocki (Soares & Camargo, 1948)
- Teudis concolor (Keyserling, 1891)
- Teudis cordobensis Mello-Leitão, 1941
- Teudis dichotomus Mello-Leitão, 1929
- Teudis fatuus (Mello-Leitão, 1942)
- Teudis formosus (Keyserling, 1891)
- Teudis gastrotaeniatus Mello-Leitão, 1944
- Teudis geminus Petrunkevitch, 1911
- Teudis griseus (Keyserling, 1891)
- Teudis itatiayae Mello-Leitão, 1915
- Teudis juradoi Chickering, 1940
- Teudis lenis (Keyserling, 1891)
- Teudis morenus (Mello-Leitão, 1941)
- Teudis opertaneus (Keyserling, 1891)
- Teudis parvulus (Keyserling, 1891)
- Teudis peragrans (O. P.-Cambridge, 1898)
- Teudis recentissimus (Keyserling, 1891)
- Teudis roseus F. O. P.-Cambridge, 1900
- Teudis suspiciosus (Keyserling, 1891)
- Teudis tensipes (Keyserling, 1891)
- Teudis tensus (Keyserling, 1891)
- Teudis ypsilon Mello-Leitão, 1922

## Thaloe
Thaloe Brescovit, 1993
- Thaloe ennery Brescovit, 1993
- Thaloe remotus (Bryant, 1948)
- Thaloe tricuspis (Bryant, 1940)

## Timbuka
Timbuka Brescovit, 1997
- Timbuka bogotensis (L. Koch, 1866)
- Timbuka boquete Brescovit, 1997
- Timbuka granadensis (Keyserling, 1879)
- Timbuka larvata (O. P.-Cambridge, 1896)
- Timbuka masseneti (Berland, 1913)
- Timbuka meridiana (L. Koch, 1866)

## Tomopisthes
Tomopisthes Simon, 1884
- Tomopisthes horrendus (Nicolet, 1849)
- Tomopisthes pusillus (Nicolet, 1849)
- Tomopisthes tullgreni Simon, 1905
- Tomopisthes varius Simon, 1884

## Umuara
Umuara Brescovit, 1997
- Umuara fasciata (Blackwall, 1862)
- Umuara junin Brescovit, 1997
- Umuara juquia Brescovit, 1997
- Umuara pydanieli Brescovit, 1997

## Wulfila
Wulfila O. P.-Cambridge, 1895
- Wulfila albens (Hentz, 1847)
- Wulfila albus (Mello-Leitão, 1945)
- Wulfila arraijanicus Chickering, 1940
- Wulfila bryantae Platnick, 1974
- Wulfila coamoanus Petrunkevitch, 1930
- Wulfila diversus O. P.-Cambridge, 1895
- Wulfila fasciculus (Bryant, 1948)
- Wulfila fragilis (Chickering) Chickering, 1937
- Wulfila fragilis (Bryant) (Bryant, 1948)
- Wulfila gracilipes (Banks, 1903)
- Wulfila immaculatus Banks, 1914
- Wulfila immaculellus (Gertsch, 1933)
- Wulfila inconspicuus Petrunkevitch, 1930
- Wulfila innoxius Chickering, 1940
- Wulfila inornatus (O. P.-Cambridge, 1898)
- Wulfila isolatus Bryant, 1942
- Wulfila longidens Mello-Leitão, 1948
- Wulfila longipes (Bryant, 1940)
- Wulfila macer (Simon, 1897)
- Wulfila macropalpus Petrunkevitch, 1930
- Wulfila maculatus Chickering, 1937
- Wulfila mandibulatus (Petrunkevitch, 1925)
- Wulfila modestus Chickering, 1937
- Wulfila pallidus O. P.-Cambridge, 1895
- Wulfila parvulus (Banks, 1898)
- Wulfila pavidus (Bryant, 1948)
- Wulfila pellucidus Chickering, 1937
- Wulfila pretiosus Banks, 1914
- Wulfila proximus O. P.-Cambridge, 1895
- Wulfila pulverulentus Chickering, 1937
- Wulfila saltabundus (Hentz, 1847)
- Wulfila sanguineus Franganillo, 1931
- Wulfila scopulatus Simon, 1897
- Wulfila spatulatus F. O. P.-Cambridge, 1900
- Wulfila spinosus Chickering, 1937
- Wulfila sublestus Chickering, 1940
- Wulfila tantillus Chickering, 1940
- Wulfila tauricorneus Franganillo, 1935
- Wulfila tenuissimus Simon, 1896
- Wulfila tinctus Franganillo, 1930
- Wulfila tropicus Petrunkevitch, 1930
- Wulfila ventralis Banks, 1906
- Wulfila wunda Platnick, 1974

## Wulfilopsis
Wulfilopsis Soares & Camargo, 1955
- Wulfilopsis frenata (Keyserling, 1891)
- Wulfilopsis leopoldina Brescovit, 1997
- Wulfilopsis martinsi Brescovit, 1997
- Wulfilopsis pygmaea (Keyserling, 1891)
- Wulfilopsis tenuipes (Keyserling, 1891)
- Wulfilopsis tripunctata (Mello-Leitão, 1947)

## Xiruana
Xiruana Brescovit, 1997
- Xiruana affinis (Mello-Leitão, 1922)
- Xiruana gracilipes (Keyserling, 1891)
- Xiruana hirsuta (Mello-Leitão, 1938)
- Xiruana tetraseta (Mello-Leitão, 1939)